# ギ酸デヒドロゲナーゼ (NADP+)
ギ酸デヒドロゲナーゼ (NADP+)（formate dehydrogenase (NADP+)）は、メタン代謝酵素の一つで、次の化学反応を触媒する酸化還元酵素である。
ギ酸 + NADP+ {\displaystyle \rightleftharpoons } CO2 + NADPH
反応式の通り、この酵素の基質はギ酸とNADP+、生成物は二酸化炭素とNADPHである。補因子として鉄、タングステン、セレンを用いる。
組織名はformate:NADP+ oxidoreductaseで、別名にNADP+-dependent formate dehydrogenase, formate dehydrogenase (NADP+)がある。